# Altsiedelland
Das Altsiedelland bezeichnet als relative Altersangabe eines besiedelten Raumes einen siedlungsgeschichtlich früh ausgebauten Raum.
Das Altsiedelland ist das Ergebnis der frühgeschichtlichen Landnahme, in Mitteleuropa etwa 5. bis 8. Jahrhundert. Bevorzugte Siedlungsräume waren für den Ackerbau leicht zu erschließende Börde-, Löss- und Beckenlandschaften in Mittel- und Süddeutschland, Gäulandschaften im Südwesten und die trockenen Geestrücken im Nordwesten, die auch als Gunsträume bezeichnet werden. Dort wurden zunächst Einzel- und Doppelhöfe sowie kleine Weiler (z. B. Drubbeln) angelegt.
Seit der Karolingerzeit wurde von der wachsenden Bevölkerung auch das weniger begünstigte Terrain erschlossen, indem man die Fluren vorhandener Siedlungen erweiterte oder in bisher unbewohnten Gegenden den Wald rodete und neue Dörfer anlegte. Die neuen Gebiete werden folgerichtig als Jungsiedelland bezeichnet. 